# Michael Harner
Michael Harner (Washington, 1929. április 27. – 2018. február 3.) amerikai antropológus, a Foundation for Shamanic Studies alapítója és a “core shamanism” megfogalmazója.

Harner arról ismert, hogy visszahozta a sámánizmust és a sámán-gyógyítást a modern világ köztudatába. Roger Walsh és Charles S. Grob jegyzik meg róla a Higher Wisdom című könyvükben: 

„Michael Harnert világszerte elismerik, mint a sámánizmus legismertebb hatóságát, akinek a tudása nagy befolyással van mind a tudományos, mind a köznapi világra. [...] Amit Yogananda jelentett a hinduizmusnak és amit D. T. Suzuki jelentett a Zennek, az volt a jelentősége Michael Harnernak a sámánizmus érdekében. Ugyanis ő ezt a gazdag tradíciót visszahozta a modern nyugati világ eszméletébe.”

 Harner képzett tudós volt az antropológia területén. Egyetemi tanulmányait 1963-ban fejezte be a Kaliforniai Egyetemen, Berkeleyben, ezt követően Columbián, a Yale Egyetemen, és a New School for Social Researchben dolgozott professzorként, itt ő volt az antropológiai fakultásnak a vezetője.
A New York-i Tudományos Akadémia antropológia szekciójának is volt dékánja. 1987-ben Harner elhagyta a tudományos környezetet, hogy minden idejét a sámánizmus megőrzésére, tanulására és továbbadására tudja fordítani. E tevékenységét a Foundation for Shamanic Studies elnökeként folytatja. 2003-ban díszdoktori kitüntetést kapott, a California Institute of Integral Studiestől. Személyét és munkásságát 2009-ben az Amerikai Antropológiai Társaság gyűlésén kiemelten ünnepelték. Szintén 2009-ben kapta meg az Institute of Health and Healingtől az Integrative Medicine Award kitüntetést.

## Legújabb publikációi
- Harner, Michael, The Jivaro: People of the Sacred Waterfalls (University of California Press 1972)
- Harner, Michael, Hallucinogens and Shamanism (Oxford University Press 1973)
- Harner, Michael, The Way of the Shaman: A Guide to Power and Healing, Harper & Row Publishers, NY 1980
- Harner, Michael, Cave and Cosmos: Shamanic Encounters with Another Reality. North Atlantic Books, Berkeley, 2013, ISBN 978-1-58394-546-9

## Magyarul
- A sámán útja. Erő és gyógyítás megváltozott tudatállapotokban; ford. Veszprémi Krisztina; Édesvíz, Bp., 1997